# Orthorhynchus orthodoxus
Orthorhynchus orthodoxus is een keversoort uit de familie Belidae. De wetenschappelijke naam van de soort is voor het eerst geldig gepubliceerd in 1917 door Lea.